# Horsahallens hällristningsområde

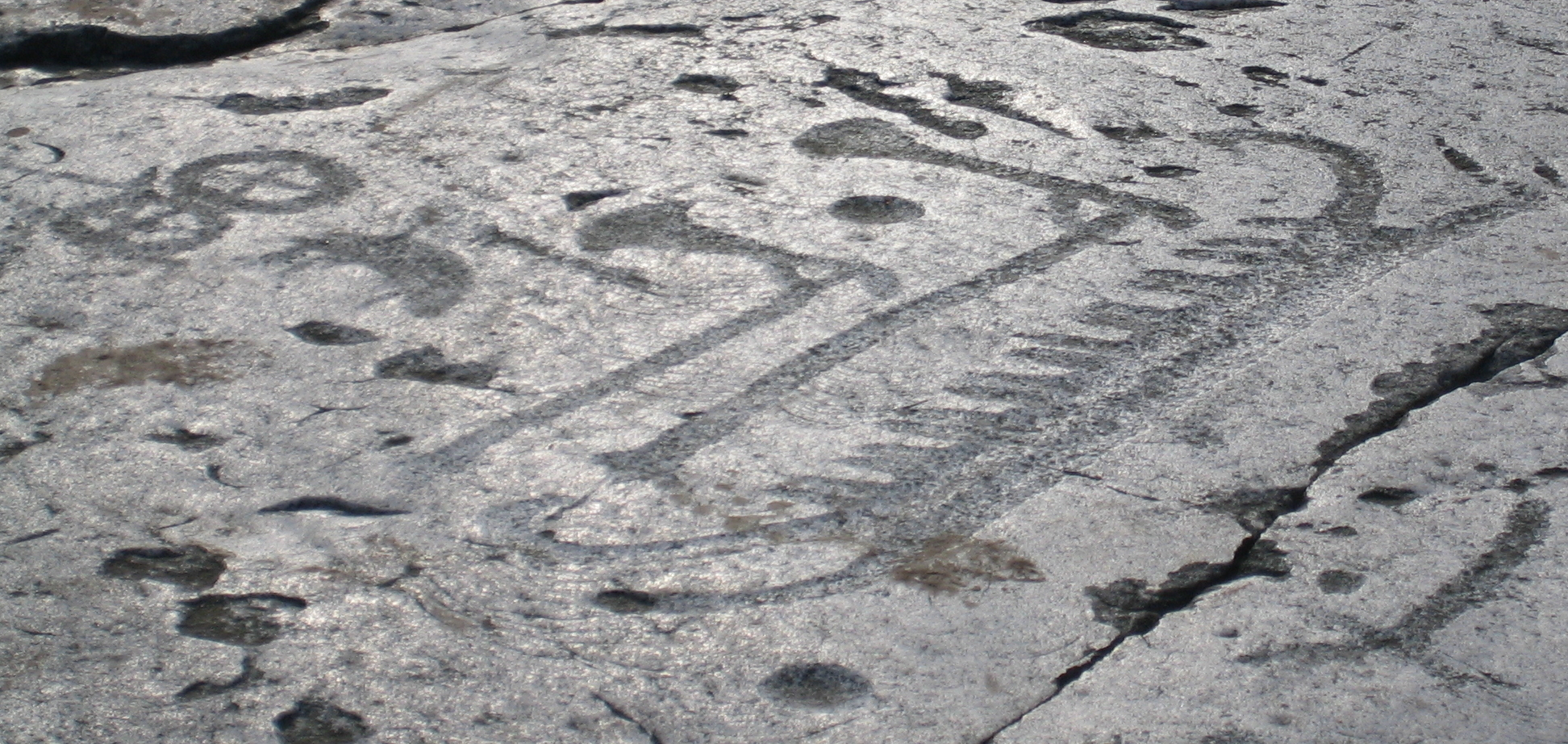
Hällristningar i Simrislund

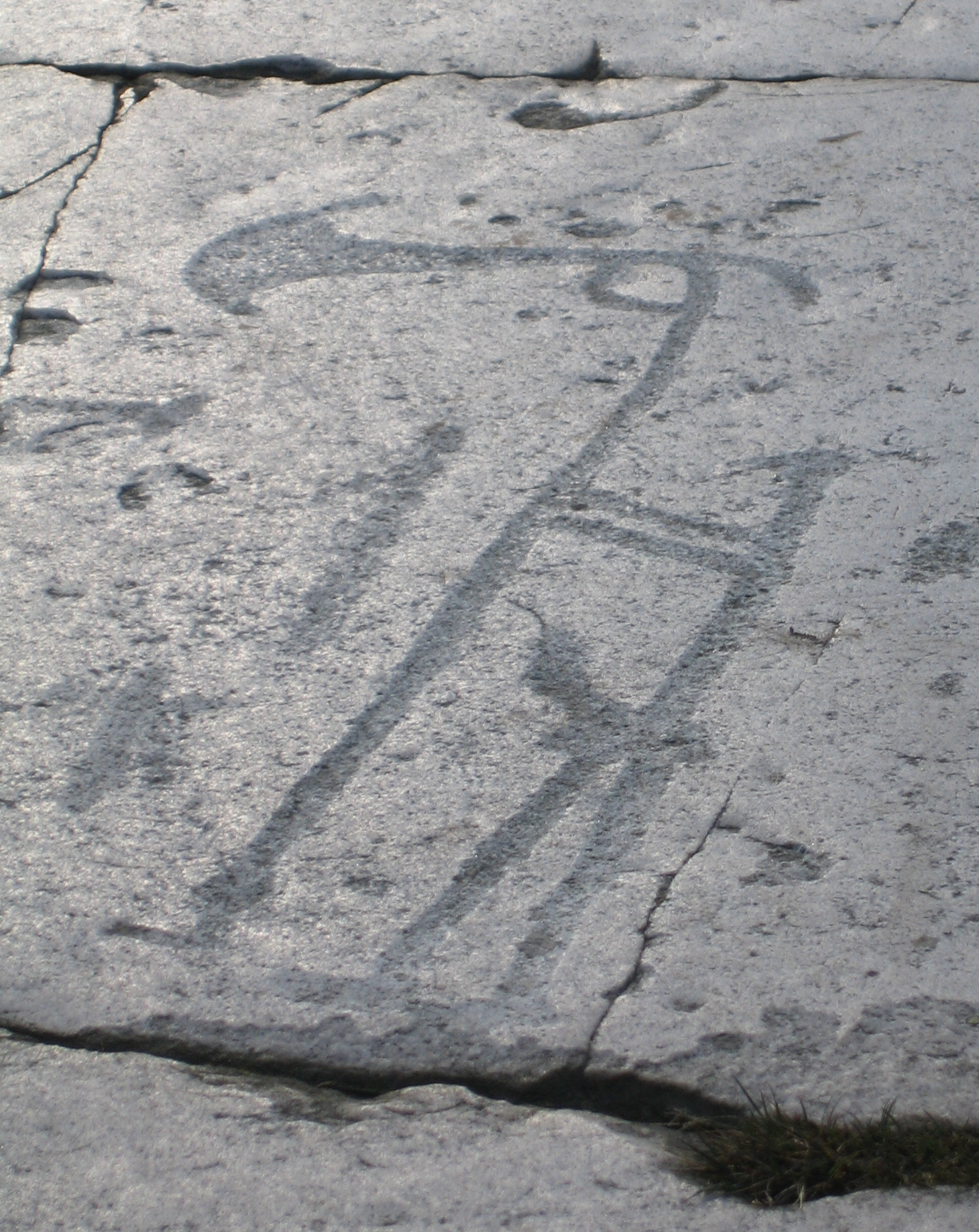
Hällristningar i Simrislund

Horsahallens hällristningsområde i Simrishamns kommun i sydöstra Skåne består i huvudsak av tre hällristningsområden; Jungfrukullen i norr, Yxornas häll vid havet och Stenkilsristningen i sydväst. De ligger vid Simrislund på båda sidorna om kustvägen mellan Simrishamn och Brantevik. Fornlämningarna dateras till bronsåldern.

## Jungfrukullen
I norr finns ett område med nio hällristningslokaler. De flesta består av skålgropar och enstaka bilder, förutom en lokal som är ristad med 41 bilder. Hällristningarna kan vara svåra att urskilja då många av dem är täckta med mossa och lava. Vissa av hällristningarna är idag ifyllda med oljekrita, vilket i längden är skadligt för hällristningen och därmed strängt förbjudet. Hällristningarna i sydöstra Skåne har aldrig varit ifyllda. Imålning av hällristningar får endast utföras med tillstånd från länsstyrelsen.

## Yxornas häll
Under 1800-talet fanns det ett aktivt stenbrott på platsen och det var då man upptäckte denna hällristningslokal. Det är mycket troligt att det funnits fler hällristningar, men de har gått förlorade i stenbrytningen. Idag finns ca 250 bilder kvar, och 50 av dem är yxmotiv, därav namnet på hällen. Liknande yxmotiv finns även inknackade på Stonehenge. Hällristningarna verkar vara direkt avbildningar av de metallyxor som återfinns i det arkeologiska materialet från denna tid. Bland annat har man hittat en stor ceremoniell bronsyxa i Borrby, vilken idag finns på Statens historiska museum. Även de mer vanligare kantyxorna från tidig bronsålder finns representerade som motiv på yxornas häll. 
Förutom yxmotiv finns även 45 skepp, 40 skålgropar, flera hjulkors, vagnristningar, cirklar, människor, vapen och djur ristade på hällen. En njurliknande hällristning har tolkats vara en mantel, eftersom den stämmer exakt överens med de mått som man har återfunnit i danska bronsåldersgravar. Denna mantel är grupperad med andra hällristningar; ett skepp, en häst, en orm och en skålgrop och bildar därmed en enhet. Denna enhet har tolkats vara en del av bronsålderns troföreställning om solens resa. Denna tolkning är känd vid namnet solsagan och har tagits fram av den danske bronsåldersforskaren Flemming Kaul, som har undersökt liknande återkommande motiv på danska rakknivar och framlagt denna hypotes.

## Stenkilsristningen
Hällristningen ligger dold i en träddunge mellan åker och betesmark. Stenkilsristningen har man känt till under en lång tid. På hällen finns det 65 motiv såsom skepp, människor med yxor, hjulkors, hästar och över 100 skålgropar. Yxmännen går i procession och bär yxor likt den ceremoniella Borrby-yxan. På hällen finns även två stora skepp med hästhuvud.